# Еріх Кукк
Еріх Кукк (ест. Erich Kukk; нар. 26 жовтня 1928, Міссо) — естонський альголог і консерваціоніст. Його називають «старцем естонської альгології».

## Нагороди та премії
У 1982 році Еріх Кукк був нагороджений Національною премією Академії наук Естонської РСР.

## Особисте життя
Еріх Кукк був одружений з ботаніком Юлле Кукк.